# Никола Попов (свещеник)
Вижте пояснителната страница за други личности с името Никола Попов.
Никола Стойков Попов е български духовник, просветен деец и революционер, деец на ВМОРО.

## Биография
Роден е в лозенградското село Пирок в 1866 година. Завършва Одринското духовно училище. Работи като учител три години в лозенградското село Коюво. В 1888 година Никола Попов е ръкоположен в църквата „Свети Георги“ в Одрин. Става революционер и се включва във ВМОРО. Взема участие в Илинденско-Преображенското въстание в 1903 година. След това Попов служи в църквата на село Коюво „Света Троица“ и в църквите на бургаските села Черни връх, Съзлъкьой и Извор. Умира в село Извор.